# آتشفشان تیشو
آتشفشان تیشو (به اسپانیایی: Ticsho) یک کوه در پرو است که در Peru, Arequipa Region واقع شده‌است. آتشفشان تیشو ۳٬۸۶۰ متر بالاتر از سطح دریا واقع شده‌است.